# Nationaler Widerstandsrat Iran
Nationaler Widerstandsrat Iran (kurz NWRI; persisch شورای ملی مقاومت ایران Schoraye Melli-e Moghawemat-e Iran, ‚Nationalrat des Widerstands von Iran‘) ist eine im August 1981 vom ersten iranischen Präsidenten Abolhassan Banisadr und Massoud Rajavi von den Volksmudschahedin in Paris gegründete Widerstandsbewegung, die sich das Ende der theokratischen Regierung der Islamischen Republik Iran zum Ziel gesetzt hat. Man beschreibt es oft als ein Parlament im Exil.
Der NWRI ist ein Zusammenschluss iranischer Oppositionsgruppen. Angeführt wird er von den Volksmudschahedin. Der NWRI ist seit 1994 in Deutschland vertreten; dort gehören ihm etwa 900 Mitglieder an (Stand 2008). Seit August 1993 führt Maryam Rajavi den NWRI von Paris aus, wo es in der Vergangenheit jährlich zu einer großen international mobilisierten Demonstration kam.

## Konzepte der Organisation
- Wahlen, die auf dem Konzept des „allgemeinen Wahlrechts“ basieren.
- Förderung eines vielfältigen politischen Systems mit „Achtung der individuellen Freiheiten“, „Meinungsfreiheit“ und „Versammlungsfreiheit“.
- Abschaffung der Todesstrafe.
- Trennung religiöser Institutionen (Moscheen) vom Staat, bei gleichzeitiger Verbot religiöser Diskriminierung.
- Vollständige Gleichberechtigung von Frauen in Iran.
- Modernisierung des Justizsystems in Iran, Abschaffung der Scharia und Einführung von Reformen, die neue rechtliche Schutzmaßnahmen bieten.
- Verpflichtung zur „Allgemeinen Erklärung der Menschenrechte“ (und zur „Autonomie für das iranische Kurdistan“).
- Umsetzung von Maßnahmen zum Schutz von „Investitionen und Beschäftigung“, „Privateigentum“ und zur Stärkung einer Marktwirtschaft.
- Außenpolitik, die auf dem Konzept des „friedlichen Zusammenlebens“ mit anderen Nationen beruht.
- Ablehnung der Entwicklung von Atomwaffen.
- Ablehnung des Besitzes und der Entwicklung von „Massenvernichtungswaffen“.[6][7]

## Exilparlament
Nach der Selbstdarstellung des Nationalen Widerstandsrat Iran hat das Exilparlament, das sich 1993 in Paris konstituierte, 550 Mitglieder. Der NWRI strebt die Schaffung einer demokratischen und säkularen Koalitionsregierung in Iran an. Frauen sollen die Hälfte seiner Mitglieder stellen. Der Widerstandsrat umfasst fünf Organisationen, darunter die Organisation der Volksmudschahedin Iran.
Im August 1993 wählte der Nationale Widerstandsrat Iran einstimmig Maryam Rajavi zur Präsidentin für die Übergangsperiode nach dem Sturz der Mullahs. In einer Ansprache an 15.000 Iraner in Dortmund am 16. Juni 1995 in Deutschland gab sie die Charta der grundlegenden Freiheiten für die Zukunft Irans bekannt.

## Politische Einschätzung
Der Nationale Widerstandsrat Iran wurde von der irakischen Regierung Saddam Husseins unterstützt.
Die Vereinigten Staaten betrachteten den NWRI seit dem 8. Oktober 1997 als terroristische Organisation. Die Streichung von der Terrorliste erfolgte, zusammen mit der Volksmudschahedin, am 28. September 2012. Maryam Rajavi wurde am 29. April 2015 vom United States House Committee on Foreign Affairs zu einer Videokonferenz in einer Anhörung über den Islamischen Staat zugeschaltet.
Der EU-Rat betrachtete die Volksmudschahedin stets getrennt vom NWRI. Die Volksmudschahedin, sowie der im Jahre 2003 im Irak („Camp Ashraf“) entwaffnete militärische Arm NLA, wurden von 2001 bis 2009 als terroristische Organisation eingestuft. „Der NWRI wurde von der Listung – wie bereits in sämtlichen vorherigen Entscheidungen des EU-Rates – weiterhin ausdrücklich ausgenommen.“

„Es [handelt] sich um eine Bestrebung, die ihre aus islamisch-schiitischen und marxistischen Elementen zusammengesetzte Weltanschauung auch mittels militärischer Gewalt im Iran umsetzen und so den Sturz des derzeitigen Regimes herbeiführen will. Insofern handelt es sich bei dieser Organisation nach wie vor um eine Bestrebung, die gegen den Gedanken der Völkerverständigung und das friedliche Zusammenleben der Völker gerichtet ist.“

Seit 2009 wird in den deutschen Verfassungsschutzberichten, entgegen den Vorjahren, auf eine Erwähnung der Aktivitäten der Volksmudschahedin und NWRI verzichtet.

## Führungsstil
Das propagierte Demokratieprinzip findet innerhalb der Organisation keine Anwendung, so das Bundesamt für Verfassungsschutz.

„In einem System aus sektenartigem Führungsstil, Gruppenzwang, stalinistischem Führerkult […] sowie vielfältigen psychischen Repressionen wurden die Aktivisten zumindest in der Vergangenheit zur völligen Aufgabe ihrer eigenen Persönlichkeit gedrängt. Sie hatten die Befehle ihrer Führung kritiklos umzusetzen. Anhänger der Organisation wurden in der Vergangenheit […] sogar zur Ehescheidung genötigt und von ihren Familien isoliert, damit sie sich in vollem Umfang und ohne jegliche Ablenkung ihrer Arbeit für die Organisation widmen konnten. Die Kinder der Betroffenen wurden – getrennt nach Geschlecht und Altersgruppen – in organisationseigenen so genannten Kinderhäusern […] untergebracht.“

Von Gruppenzwang und Repression durch Psychotechniken innerhalb der Organisation wird auch aus Deutschland berichtet.
Verschiedene Quellen sagen, dass die Anführer des NWRI einen Personenkult betreiben. Am 25. Mai 1981 beschuldigte Chomeini diejenigen, die die Entscheidungen der Islamischen Beratenden Versammlung kritisierten, einen Personenkult zu pflegen. Berichten zufolge führt die iranische Regierung eine Desinformationskampagne durch, um die Volksmudschahedin zu diskreditieren. Der Leiter des Mackenzie-Instituts kommentierte dazu: Iran versucht, andere Länder dazu zu bringen, es als terroristische Sekte zu bezeichnen.

## Erfolglose Terrorermittlungen in Frankreich 2003 bis 2006
Am 17. Juni 2003 wurde die NWRI-Europazentrale von französischen Behörden durchsucht. Dabei wurden Maryam Rajavi sowie elf hochrangige NWRI-Funktionäre vorläufig festgenommen und ihnen Reise- sowie Kommunikationsbeschränkungen auferlegt. Anlass der Polizeiaktion war ein Ermittlungsverfahren wegen „des Verdachts krimineller Geldbeschaffungsmethoden, der Gründung einer terroristischen Vereinigung und weiterer Delikte“. Im Zusammenhang mit der Durchsuchung der Europazentrale des NWRI kam es in Paris, London, Rom und Bern zu insgesamt elf Selbstverbrennungsaktionen mit zwei Todesopfern. Ein Pariser Appellationsgericht hob am 16. Juni 2006 die Beschränkungen wieder auf, und am 17. September 2014 wurde das Verfahren eingestellt.

## Vereitelter iranischer Anschlag auf NWRI-Kundgebung 2018
Seit 2004 gibt es anlässlich der Durchsuchung jährlich eine Großkundgebung in Paris. Am 27. Juni 2008 demonstrierten Zehntausende Anhänger des Nationalen Widerstandsrates in Paris für einen Regimesturz in Iran. Nach Angaben des Sprechers des Nationalen Widerstandsrates, Shahin Gobadi, nahmen 70.000 Menschen aus aller Welt an der Kundgebung in Villepinte bei Paris teil. Nach einem 2018 vereitelten Bombenanschlag des iranischen Geheimdienstes auf die Kundgebung fror Frankreich iranische Gelder ein. Der in Österreich als iranischer Diplomat akkreditierte Assadollah Assadi wurde in Deutschland festgenommen und nach Belgien überstellt, wo er in Antwerpen 2020 als Drahtzieher des geplanten Anschlages angeklagt wurde. Tatvorwurf war u. a., dass Assadi einem in Belgien lebenden Ehepaar einen Sprengsatz mit 500 Gramm Triacetontriperoxid übergeben habe. Belgische Spezialkräfte konnten das Paar mit der Bombe rechtzeitig auf dem Weg nach Frankreich festnehmen. Assadi wurde 2021 zu 20 Jahren Haft verurteilt, das Ehepaar und ein weiterer Mitangeklagter wurden ebenfalls wegen Planung eines terroristischen Anschlags und Mitgliedschaft in einer terroristischen Vereinigung verurteilt und erhielten dafür Haftstrafen von 15 bis 18 Jahren.

## Assoziierte Organisationen
Laut dem Bundesamt für Verfassungsschutz benutzte der NWRI in Deutschland Vereine zur Durchführung propagandistischer und finanzieller Aktivitäten. Vereinsmitglieder sammeln auf der Straße Spenden für ihre Organisation. Zu den Vereinen, derer sich der NWRI laut dem Verfassungsschutzbericht von 2008 bediente, zählen
- Menschenrechtszentrum für ExiliranerInnen e. V. (MEI) Düsseldorf
- Menschenrechtsverein für Migranten e. V., Aachen
- Hilfswerk für Menschenrechte im Iran e. V. (HMI), Dortmund
- Verein für Menschen und Freiheit e. V. (VMF), Troisdorf
- Verein für Hoffnung der Zukunft e. V. (VHdZ), Berlin.[1][Anm. 1]

Das Deutsche Zentralinstitut für soziale Fragen (DZI) warnt ausdrücklich vor Spenden an die Vereine:
- Menschenrechtsverein für Migranten e. V., Aachen[35]
- Verein für Hoffnung der Zukunft e. V. (VHdZ), Berlin[36]

Zudem wurde dem Verein für Hoffnung der Zukunft e. V. (VHdZ) von der Aufsichts- und Dienstleistungsdirektion (ADD) in Trier, die in Rheinland-Pfalz zuständige Behörde für die Überwachung des Sammlungsgesetzes, das Sammeln von Geldspenden und die Einwerbung von Fördermitgliedern in Rheinland-Pfalz untersagt.

## Kontroverse
Der Nationale Widerstandsrat nahm zum Verfassungsschutzbericht von 2008 Stellung und ging davon aus, dass „Lügen, die durch das iranische Regime über die Organisation und auch der Organisation der Volksmodjahedin verbreitet werden auch vom Verfassungsschutz in deren Berichte kopiert würden.“
Die Gesellschaft für bedrohte Völker distanzierte sich im November 2008 entschieden von einer gemeinsamen Veranstaltung mit dem Nationalen Widerstandsrat Iran, weil ihr Büro nicht „über Ideologie, Methoden und Struktur der iranischen Volksmudjahedin, die sich hinter diesem Rat verbergen“ informiert war.
In einem Rechtsgutachten, auf Ersuchen des Nationalen Widerstandsrats Iran, Vertretung in Deutschland (Berlin), Exil-Iranische Gesellschaft in Berlin e.V, Menschenrechtsverein für Migranten e. V. und Verein für Hoffnung der Zukunft e. V. (VHdZ) kommt der ehemalige Vizepräsident des Bundesverfassungsgerichts, Winfried Hassemer, im Mai 2009 zu dem Schluss, dass die Darstellungen der Organisationen in den Verfassungsschutzberichten des Bundes und der Länder Gefahr laufen, die „Grundrechtsträger in ihren Grundrechten [… auf Meinungs- und Pressefreiheit, Versammlungsfreiheit, Vereinigungsfreiheit und in ihrem Grundrecht …] auf ein rechtsstaatliches, faires Verfahren ohne verfassungsgemäße Rechtfertigung zu verletzen. […] Ob sich diese Gefahr von Grundrechtsverletzungen bereits konkret realisiert haben, kann im Rahmen eines Rechtsgutachtens nicht entschieden werden.“